# 306
306 (CCCVI na numeração romana) foi um ano comum do século V do Calendário Juliano, da Era de Cristo, teve início a uma terça-feira  e terminou também a uma terça-feira, a sua letra dominical foi F (52 semanas)
| Ano completo                       |
| ---------------------------------- |
| Ano comum com início à terça-feira |

## Acontecimentos
- 25 de Julho - Constantino I é proclamado imperador romano pela suas tropas, devido à morte de Constâncio Cloro, e torna-se imperador do Império Romano do Oriente (até 337).
- Agosto - Valério Severo é feito augusto do Ocidente, e Constantino é rebaixado para césar.[1]
- 28 de Outubro - Magêncio, filho do anterior imperador romano, Maximiano, é proclamado imperador.
- O Concílio de Elvira declara que matar através de feitiço ou maldição é um pecado e obra do diabo.
- Santa Maria Maior de Lisboa, (a Sé), é construída em Lisboa.
- O Túmulo de Galério é construído em Tessalónica.
- A Guerra dos Oito Príncipes termina na China.
- Metrófanes torna-se bispo de Bizâncio.

## Nascimentos
- Efraim, o Sírio, santo cristão, em Nísibis, Mesopotâmia (data aproximada)

## Mortes
- Adriano de Nicomédia, santo cristão (ou em 303 ou 304)[2]
- 25 de Julho - Constâncio Cloro, pai de Constantino I, em Eboraco